# Samuel Page
Samuel Page, all'anagrafe Samuel L. Elliott, accreditato anche come Sam Page (Whitefish Bay, 5 novembre 1976), è un attore statunitense.

## Biografia
Nasce a Whitefish Bay nel Wisconsin e si laurea alla Princeton University in ecologia e biologia evolutiva. Dopo gli studi, decide di diventare attore, pur non avendo nessuna esperienza.
Nel 2014, Page ha sposato Cassidy Boesch in una villa appena fuori Santa Barbara, in California. La coppia ha tre figli, Logan, nato il 27 settembre 2016, e le gemelle Annabelle ed Evie, nate l'11 agosto 2018.

### Carriera
Durante il suo soggiorno a Los Angeles, partecipa ad alcune serie televisive come Settimo cielo e Popular. Nel 2002 entra nel cast di La valle dei pini nel ruolo di Trey Kenyon. Nello stesso anno, viene inserito dalla rivista People nella classifica degli scapoli più desiderati. Recita in altre serie televisive come CSI: Miami e, nel 2005, interpreta il ruolo di Jesse Parker in Point Pleasant. Nel 2010 entra nel cast di Desperate Housewives nei panni di Sam per 7 episodi.
Nel 2008, appare nel video di Will.i.am "Yes We Can" in supporto alla campagna presidenziale di Obama, a fianco di numerose celebrità. Nel 2010 interpreta un giovane professore, nuovo interesse amoroso di Serena, nella serie Gossip Girl.

## Filmografia

### Cinema
- The Game (Prison of the Dead), regia di David DeCoteau (2000)
- Microscopic Boy, regia di Bruce McCarthy (2001)
- Stirpe di sangue (The Brotherhood), regia di David DeCoteau (2001)
- Un'estate per morire (Wish You Were Here), regia di Darryn Welch (2005)
- Cruel World, regia di Kelsey T. Howard (2005)
- Slave, regia di Darryn Welch (2009)
- Falling Up, regia di David M. Rosenthal (2009)
- Starsucker, regia di Nathan Skulnik - cortometraggio (2010)
- Self/less, regia di Tarsem Singh (2015)
- La società segreta dei principi minori (Secret Society of Second-Born Royals), regia di Anna Mastro (2019)

### Televisione
- Popular – serie TV, episodi 1x01-1x03-1x07 (1999)
- Settimo cielo (7th Heaven) – serie TV, episodi 4x11-4x12 (1999-2000)
- Undressed – serie TV (2000)
- Men, Women & Dogs – serie TV, episodio 1x12 (2001)
- La valle dei pini (All My Children) – serie TV, 4 episodi (2002-2003)
- American Dreams – serie TV, 12 episodi (2003-2004)
- CSI: Miami – serie TV, episodio 4x03 (2005)
- Point Pleasant – serie TV, 13 episodi (2005-2006)
- Shark - Giustizia a tutti i costi (Shark) – serie TV, 22 episodi (2006-2007)
- Filthy Gorgeous, regia di Robert Allan Ackerman - film TV (2006)
- Finish line - Velocità mortale (Finish Line), regia di Gerry Lively - film TV (2008)
- Imaginary Bitches – serie TV, episodio 1x11 (2008)
- CSI: NY – serie TV, episodio 5x19 (2009)
- Melrose Place – serie TV, episodio 1x04 (2009)
- Desperate Housewives – serie TV, 7 episodi (2010)
- 15 Minutes, regia di Bobby Salomon - film TV (2010)
- Mad Men – serie TV, 9 episodi (2008-2012) - Greg Harris
- The Event – serie TV, episodio 1x05 (2010)
- Gossip Girl – serie TV, 4 episodi (2010)
- Castle – serie TV, episodio 3x10 (2010)
- Greek - La confraternita (Greek) – serie TV, 4 episodi (2010-2011)
- Annie Claus va in città (Annie Claus Is Coming to Town), regia di Kevin Connor – film TV (2011)
- Lie to Me – serie TV, episodio 3x10 (2011)
- Up All Night – serie TV, episodio 1x06 (2011)
- Il doppio volto della follia (Imaginary Friend), regia di Richard Gabai – film TV (2012)
- Switched at Birth - Al posto tuo (Switched at Birth) – serie TV, 5 episodi (2012)
- Scandal – serie TV, episodio 2x15 (2013)
- House of Cards - Gli intrighi del potere (House of Cards) – serie TV, 5 episodi (2014)
- Il gioco della follia (Caught), regia di Maggie Kiley - film TV (2015)
- Consigli a San Valentino (All Things Valentine), regia di Gary Harvey – film TV (2016)
- The Bold Type - serie TV, 42 episodi (2017-2021)
- Il regalo perfetto (The Perfect Christmas Present), regia di Blair Hayes – film TV (2017)
- Amore in appello (Walking the Dog), regia di Gary Harvey – film TV (2017)
- Un Capodanno da favola (Royal New Year's Eve), regia di Monika Mitchell – film TV (2017)
- La nostra storia (The Story of Us), regia di Scott Smith – film TV (2019)
- Natale a Roma (Christmas in Rome), regia di Ernie Barbarash - film TV (2019)
- Vero amore (My One & Only), regia di Gary Yates – film TV (2019)
- A Godwink Christmas: Second Chance, First Love, regia di Heather Hawthorn Doyle – film TV (2020)
- Joy for Christmas – Regia Pat Williams – film TV (2021)
- Il faro dei ricordi (One Summer) - Regia Rich Newey – film TV (2021)
- Brazen, regia di Monika Mitchell – film Netflix (2022)

## Doppiatori italiani
Nelle versioni in italiano delle opere in cui ha recitato, Samuel Page è stato doppiato da:
- Marco Vivio in Annie Claus va in città, Gossip Girl, Scandal, The Bold Type
- Francesco Bulckaen in Point Pleasant
- Marco Baroni in CSI: Miami
- Marco Benvenuto in Shark - Giustizia a tutti i costi
- Gabriele Lopez in Mad Men
- Mirko Mazzanti in CSI: NY
- Massimiliano Manfredi in Desperate Housewives
- Andrea Mete in Castle
- Davide Albano in House of Cards
- Gabriele Sabatini in Il faro dei ricordi
- Gianluca Crisafi in Natale a Roma
- Alessio Cigliano in Grey's Anatomy